# Empoasca ornatella
Empoasca ornatella är en insektsart som beskrevs av Young 1952. Empoasca ornatella ingår i släktet Empoasca och familjen dvärgstritar.
Artens utbredningsområde är Bolivia. Inga underarter finns listade i Catalogue of Life.